# Pere Antoni Reus i Bordoy
Pere Reus i Bordoy (Felanitx, 1896 - Palma, 1938) va ser jutge, editor i polític felanitxer.

## Estudis i inquietuds culturals
Va néixer l'1 de maig de 1896 a Ca'n Reus d'es Convent de Felanitx. Provenia d'una de les famílies més elevades i adinerades de la ciutat. Era fill de Miquel Reus, que fou batle i president del Banc de Felanitx. Va cursar els estudis universitaris a la Universitat agustiniana d'El Escorial. En aquesta Universitat dirigí la revista "Nueva Etapa", en la qual col·laboraren els seus companys Torcuato Luca de Tena, Eduardo i Antonio Aunós i Dámaso Alonso, entre d'altres. Es va llicenciar en Dret el 22 de gener de 1921 a la Universitat de Madrid.
A continuació feu la passantia en el despatx de l'advocat de Palma Lluís Rosselló. L'any 1923 fou nomenat secretari dels primers Jocs Florals de Mallorca, els quals se celebraren a Felanitx organitzats per l'Associació per la Cultura de Mallorca. Mossèn Llorenç Riber en fou el mantenidor. L'any 1923, també, començà a col·laborar en el setmanari "El Felanigense" dirigit aleshores per Pere Oliver i Domenge. Després va fer el soldat a Cartagena, on es va casar amb Purificació Manzanares el 26 de maig de 1925. D'aquest matrimoni en nasqueren dos fills.

## Jutge i editor
El 1931 fou designat jutge de pau de Felanitx i essent el primer republicà que ocupà aquest càrrec. La delegació de Felanitx de l'Associació per la Cultura de Mallorca, de la qual era president, li dedicà un homenatge en el juliol de 1931, en el transcurs del qual li oferiren un pergamí amb el text següent: Homenatge d'adhesió cordial que la delegació de Felanitx de l'Associació per la Cultura de Mallorca dedica al seu president En Pere A. Reus i Bordoy, primer jutge de pau republicà, designat per la voluntat unànime de tot el poble, que confia en la seva intel·ligència, la missió d'arrelar la pau social per l'assenyada administració de la justicia, dins el camins de llibertat i democràcia que segueix la nostra gloriosa República.
L'any 1931, l'Associació per la Cultura de Mallorca es va fer càrrec d'"El Felanitxer", el nou nom d'"El Felanigense" (del 1933 al 1936 "El Felanitxer" es publicà íntegrament en català). Pere A. Reus en va dirigir la nova època i el feu imprimir a la "Tipografia Felanigense", una impremta que ell mateix va establir l'any 1931. Pere Reus sempre estigué vinculat a iniciatives culturals i polítiques. Les seves grans i constants preocupacions eren la d'instruir al poble, mitjançant la promoció de l'ensenyament, i la d'ajudar els desvalguts.

## Activitat política
Fou un dels fundadors d'Esquerra Republicana Balear (ERB), el partit de Pere Oliver i Domenge, de Bernat Jofre, d'Emili Darder i de Francesc de Sales Aguiló, entre altres destacats polítics mallorquins. El juny de 1936, signà la Resposta al Missatge dels Catalans.

## Detenció i assassinat
Quan s'inicià la Guerra Civil fou detengut a Portocolom, i portat a la presó de Manacor. Pocs dies després, el capità Jaime Jaume ordenà l'alliberament de Reus i dos felanitxers més, detinguts el mateix dia que Reus. Sembla que la intenció era que els alliberats fossin interceptats a la carretera de Manacor a Felanitx, i assassinats, però varen canviar de ruta i arribaren sans i estalvis a Felanitx. A la vila hi hagué una mena de revolució contra l'alliberament dels "rojos", i molta gent, amb els vicaris al capdavant, exigien el seu empresonament. El batle de Felanitx, Joan Falcó, ordenà alla Guàrdia civil portar els homes a Palma i foren empresonats a can Mir. Sotmès a un consell de guerra sumaríssim, fou condemnat a mort acusat, entre altres coses, de donar suport als carrabiners republicans de Portocolom. Va esser executat al cementiri de Palma el 28 de juliol de 1938, tot just arribat el seu indult a Palma, juntament amb els seus amics Jaume Mas Garcia i Salvador Riera Sagrera. La seva dona, Purificación Manzanares, també fou empresonada i condemnada a 30 anys de reclusió.